# Louis Montoyer

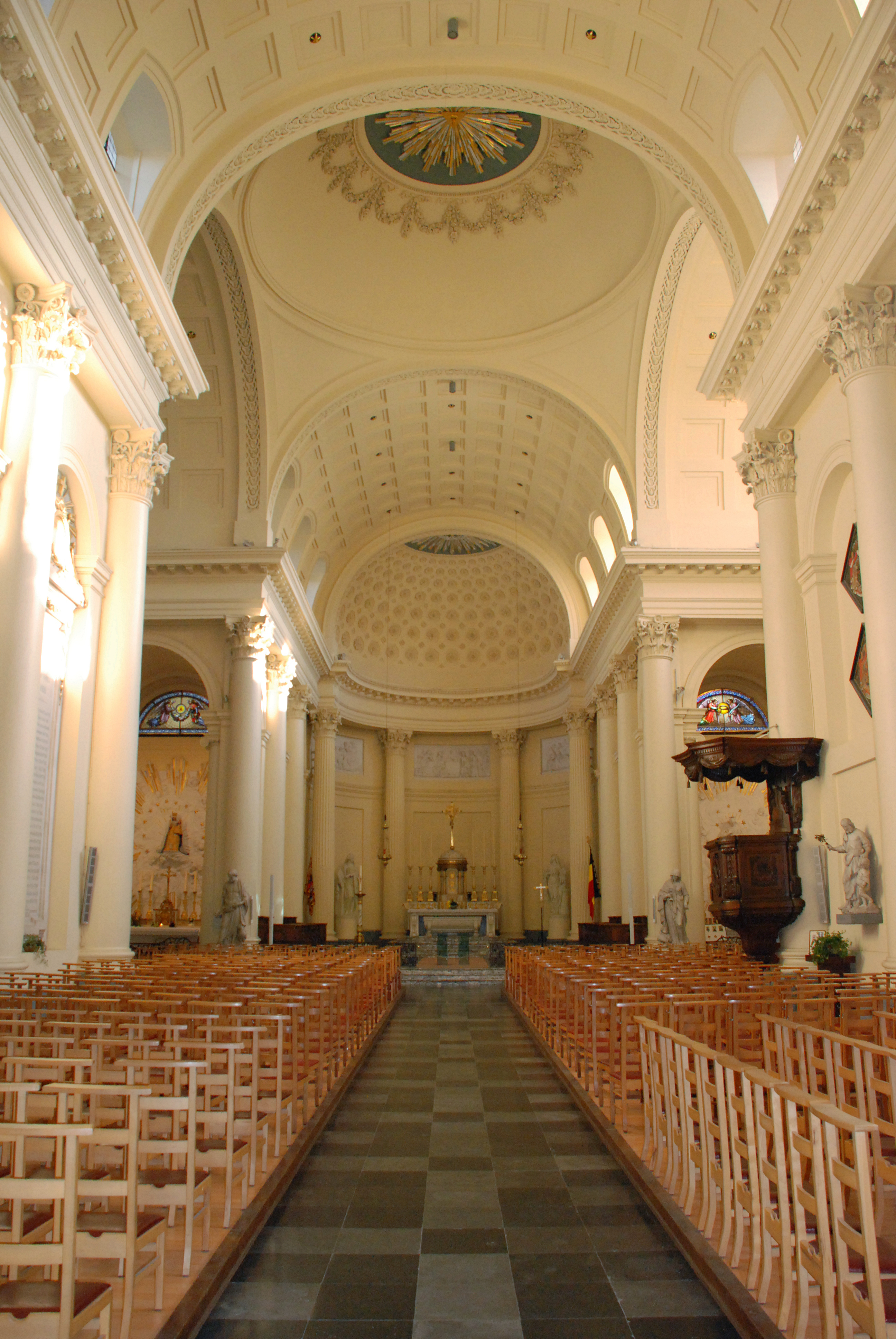
L'intérieur de l'église Saint-Jacques-sur-Coudenberg construit par Montoyer en 1785-1786.

Louis Joseph Montoyer (15 octobre 1747, Mariemont - 5 juin 1811, Vienne) est un architecte néo-classique des Pays-Bas autrichiens. Il est actif à Bruxelles à la fin du XVIIIe siècle et ensuite à Vienne au début du XIXe siècle.

## Biographie
Louis Joseph Montoyer est le fils de Louis Joseph Montoyer (vers 1706- 1759), garde-chasse au domaine royal de Mariemont, et de Marie Barbe Bambergerin, probablement de la famille du Receveur des contributions du domaine de Binche. De ce mariage sont issus sept enfants nés entre 1739 et 1754. Lorsque son mari est retrouvé mort dans une prairie, la mère du futur architecte se retrouve seule avec sept enfants à élever.
Le 16 décembre 1778 Montoyer est reçu bourgeois à Bruxelles. L'année suivante il devient membre de la corporation des Maîtres tailleurs de pierre du Brabant, qualité qui lui permet d'exercer son art sur divers chantiers tels que celui du château de Mariemont et du pensionnat thérèsien à Tervuren. Toujours dans sa région natale, il participe à la construction du château de Seneffe sous les ordres de l'architecte Laurent-Benoît Dewez et bâtit un théâtre dans le parc selon les plans de architecte français Charles De Wailly. Ses compétences lui permettent d'accéder à la profession d'architecte dans laquelle il ne tarde pas à s'illustrer. Il aide Barnabé Guimard à la construction du quartier du Parc et s'attire la confiance d'Albert duc de Teschen et de l'archiduchesse Marie-Christine d'Autriche, gouverneurs des Pays-Bas et devient architecte de leur cour en 1780 où ses travaux lui confèrent une excellente réputation. Barnabé Guimard s'étant retiré, Montoyer prend une place de premier plan à Bruxelles. En 1787, Montoyer prend la fuite après avoir été accusé de vices de construction de l'église Saint-Jacques-sur-Coudenberg, mais son innocence établie, il revient à Bruxelles.
En 1795, il accompagne le duc de Teschen à Vienne où il débute la seconde phase de sa carrière d'architecte.
À Vienne, Montoyer épouse Marie Anne (Marianna) Eyss qui lui donne deux fils : Louis (1802-1871), Burghauptmann à la Hofburg, et Nicolas.

## Réalisations

### Belgique
Montoyer construisit plusieurs édifices néo-classiques aux abords du Parc de Bruxelles :
- 1782 : Théâtre royal du Parc (transformé ultérieurement par les architectes Payen, Partoes, Poelaert, Jamaer et Malfait)

- 1782 : orangerie du château de Seneffe[9]

- 1782-1784 : supervision avec Antoine Payen l'Aîné des travaux de construction du château de Laeken, sur des plans de Charles de Wailly

- 1782-1784 : ancien refuge de l'abbaye Sainte-Gertrude de Louvain, rue de la Loi 14 et 16 (le 16, rue de la Loi abrite le cabinet du Premier ministre de Belgique)[10]

- 1782-1784 : ancien Hôtel Adrien Ange Walckiers, rue de la Loi 12 (actuel Hôtel des Finances)[11],[12]

- 1783-1784 : agrandissement vers le nord du n°10 rue de la Loi[11]

- 1783-1786 : Hôtels Bender, Belgiojoso et Walckiers (embryons du Palais royal de Bruxelles)[13] :
  - Hôtel du ministre plénipotentiaire autrichien L. de Belgiojoso
  - Hôtel du commandant militaire baron von Bender
  - Hôtel Édouard de Walckiers ou Hôtel de la Liste civile à l'angle de la place des Palais et rue Ducale (reconstruit en 1920 par Octave Flanneau)[14]

- 1785-1786 : chœur, nef et transept de l'église Saint-Jacques-sur-Coudenberg[15]

Par ailleurs, il dessina en 1789 un projet d'agrandissement (non réalisé) de l'église Saint-Joseph de Waterloo.
|  |  |

### Vienne
- 1801-1804 : Palais Albertina
- 1806-1811 : Palais Rasumofsky
- 1806-1808 : Façade de la Malteserkirche